# Brouviller
Brouviller település Franciaországban, Moselle megyében. Lakosainak száma 420 fő (2022. január 1.). Brouviller Arzviller, Bourscheid, Henridorff, Hérange, Hommarting, Lixheim, Réding, Saint-Jean-Kourtzerode, Vieux-Lixheim és Waltembourg községekkel határos.

## Népesség
A település népességének változása:
| Lakosok száma | 400  | 354  | 338  | 425  | 429  | 427  | 427  | 425  | 436  | 420  |
|               | 1968 | 1982 | 1990 | 2006 | 2013 | 2015 | 2017 | 2019 | 2020 | 2022 |